# Johnsonville-Porirua Motorway
Johnsonville-Porirua Motorway - autostrada położona w stolicy Nowej Zelandii, Wellington. Jest częścią New Zealand State Highway 1. Budowę trasy rozpoczęto w 1950 roku. Prowadzi przez dzielnice: Tawa, Churton Park, Grenada North.

## Skrzyżowania
| Miasto                                             | Obszar       | Cel                                              | Uwagi                              |
| -------------------------------------------------- | ------------ | ------------------------------------------------ | ---------------------------------- |
| Początek przyState Highway 1 na ulicy Mungavin Ave |              |                                                  |                                    |
| Porirua                                            | Porirua CBD  | Porirua - centrum, wschodnie Porirua, Tihahi Bay |                                    |
| Wellington City                                    | Redwood      | Takapu Road, Tawa                                |                                    |
| Wellington City                                    | Glenside     | Churton Park, Grenada North                      |                                    |
| Wellington City                                    | Johnsonville | Johnsonville                                     | północny wjazd i południowy wyjazd |
| Kończy swój bieg wjeżdżając do Centennial Highway  |              |                                                  |                                    |